# 73 Девы
73 Девы (лат. 73 Virginis), HX Девы (лат. HX Virginis) — тройная звезда в созвездии Девы на расстоянии приблизительно 273 световых лет (около 83,6 парсек) от Солнца. Возраст звезды определён как около 871 млн лет.

## Характеристики
Первый компонент (HD 117661A) — жёлто-белая пульсирующая переменная звезда типа Дельты Щита (DSCTC) спектрального класса A3, или A7IV-V, или A3-F0, или F0IV-V. Визуальная звёздная величина звезды — от +6,03m до +6,01m. Масса — около 2,113 солнечной, радиус — около 2,581 солнечного, светимость — около 22,234 солнечной. Эффективная температура — около 8027 K.
Второй компонент (WDS J13320-1844B). Визуальная звёздная величина звезды — +6,8m. Удалён на 0,1 угловой секунды.
Третий компонент (UCAC4 357-065591) — оранжевый карлик спектрального класса K. Визуальная звёздная величина звезды — +14,09m. Радиус — около 0,59 солнечного, светимость — около 0,085 солнечной. Эффективная температура — около 4199 K. Удалён на 221,7 угловой секунды.

## Планетная система
В 2019 году учёными, анализирующими данные проектов Hipparcos и Gaia, у звезды обнаружена планета HIP 66015 b.